# Heliothodes fasciata
Heliothodes fasciata là một loài bướm đêm trong họ Noctuidae.